# Ибн Хузайма
Абу́ Бакр Муха́ммад ибн Исха́к ан-Найсабу́ри, известный как Ибн Хуза́йма (837, Нишапур — 923) — известный мусульманский учёный, факих, знаток хадисов; также имел прозвища «шейх аль-ислам» и «имам имамов». Автор сборника хадисов «Сахих Ибн Хузайма».

## Биография
Его полное имя: Абу Бакр Мухаммад ибн Исхак ибн Хузайма ан-Найсабури аш-Шафии.
Ибн Хузайма родился в 223 году по хиджре в религиозной семье в городе Нишапур (по ар. «Найсабур»). С детства стремившийся к обучению Ибн Хузайма хочет отправиться на учёбу к известному улему Кутайбе ибн Саиду, но его отец не разрешает этого до тех пор, пока он не выучит Коран наизусть. После обучения Корану он наконец отправляется на обучение но по пути слышит о кончине Кутайбы.
Начиная с семнадцати лет он учится шариатским наукам у множества шейхов и улемов и путешествует в поисках знаний по мусульманскому миру. В числе его шейхов:
Усман Ибн Саид ад Дарими 
- Исхак ибн Рахавейх в Нишапуре
- Ибн Мухаммад в Мерве.
- Мухаммад ибн Махран в Рее
- Муса ибн Сахль ар-Рамли в Шаме
- Абд аль-Джаббар ибн аль-Ала в Джазире.
- Юнус ибн Абд аль-А′ла в Египте.
- Мухаммад ибн Исхак ас-Сагани в Багдаде.
- Наср ибн Али аль-Азди в Басре.
- Абу Курайб Мухаммад ибн аль-Ала аль-Хамдани в Куфе[1].

Также слушает хадисы от Мухаммада аль-Бухари, Муслима ибн аль-Хаджжаджа, Якуб аль-Фасави и др.
Ибн Хузайма отличался прекрасной памятью и стал известным этим качеством. Он говорил о себе: «Не записал я ничего, кроме как выучил его» (аз-Захаби в «Сияр»). Он был одним из самых осведомлённых людей о мазхабе имама аш-Шафии.
Когда некоторые его ученики стали исповедовать взгляды куллябитов (как Абу Али ас-Сакафи и Абу Бакр ас-Сибги), Ибн Хузайма стал опровергать их еретические утверждения и взгляды. Правитель Нишапура прислушался к его словам и ас-Сакафи был посажен под домашний арест до самой смерти.
Ибн Хузайма умер в ночь на вторую субботу месяца Зуль-Каада 311 года по хиджре, ему было 89 лет. Молитву джаназа за ним прочитал его сын Абу ан-Наср и он был похоронен в своей комнате.
Ибн Хиббан говорил о нём:

Не видел я на земле человека лучше него в исполнении сунны и заучивании его достоверных и дополнительных слов, как будто вся сунна собралась у него перед глазами.
Оригинальный текст (ар.)ما رأيت على وجه الأرض من يحسن صناعة السنن ويحفظ ألفاظها، الصحاح وزياداتها، حتى كأن السنن كلّها بين عينيه، إلا محمد بن إسحاق
— «Табакат аш-Шафиийа» ас-Субки (3/118) и «Тазкират аль-хуффаз» аз-Захаби (723)
Ибн Касир:

Он (Ибн Хузайма) из числа муджтахидов в Исламе.
Оригинальный текст (ар.)وهو من المجتهدين في دين الإسلام
— «аль-Бидая ван-Нихая» (11/145)

## Труды
Большинство из трудов Ибн Хузаймы до наших дней не дошло. Его самый известный труд — сборник хадисов «Мухтасар аль-мухтасар мин аль-муснад ас-сахих ан ан-набий саллаллаху алейхи ва саллям», которая известна под названием «Сахих Ибн Хузайма». Также в числе его произведений «Китаб ат-таухид» (Книга единобожия), которая повествует о вероубеждениях приверженцев сунны.